# Adonisea amblys
Adonisea amblys là một loài bướm đêm trong họ Noctuidae.